# Liste der Monuments historiques in Schiltigheim
Die Liste der Monuments historiques in Schiltigheim führt die Monuments historiques in der französischen Gemeinde Schiltigheim auf.

## Liste der Objekte
| Bezeichnung | Beschreibung                                    | Standort                              | Kennzeichnung | Schutzstatus | Datum | Bild           |
| ----------- | ----------------------------------------------- | ------------------------------------- | ------------- | ------------ | ----- | -------------- |
| Altartisch  | Sandstein, 18. Jahrhundert                      | in der protestantischen Kirche (Lage) | PM67000775    | Classé       | 1995  | weitere Bilder |
| Opferstock  | Sandstein, Schmiedeeisen, Holz, bezeichnet 1717 | in der protestantischen Kirche (Lage) | PM67000774    | Classé       | 1995  | weitere Bilder |